# Maserati: The Brothers
Pour les articles homonymes, voir Maserati (homonymie).
Pour plus de détails, voir Fiche technique et Distribution.
Maserati: The Brothers est un film italo-canado-britannique réalisé par Robert Moresco, dont la sortie est prévue en 2025. Il s'agit d'un film biographique sur les frères Maserati.

## Synopsis
En 1914, les frères Maserati fondent leur propre entreprise automobile. Malgré la rivalité avec les concurrents, Ferrari et Lamborghini, ils vont en faire un Constructeur automobile de luxe renommé.

## Fiche technique
Sauf indication contraire, les informations mentionnées dans cette section peuvent être confirmées par les bases de données cinématographiques IMDb et Allociné,  présentes dans la section « Liens externes ».
- Titre original : Maserati: The Brothers
- Réalisation : Robert Moresco
- Scénario :
- Photographie : Fabio Zamarion
- Montage :
- Musique :
- Décors : Mauro Paradiso
- Costumes : Nicoletta Ercole
- Producteurs : Andrea Iervolino et Gary Michael Walters
- Sociétés de production : Andrea Iervolino Company, Bright White Light
- Société de distribution : Magenta Light Studios (États-Unis)
- Budget :
- Pays de production :  Italie,  Canada,  Royaume-Uni
- Langue originale : anglais
- Format : couleur
- Genre : Film dramatique, Film biographique
- Date de sortie[1] : 2025 Date sujette à modification

## Distribution
- Michele Morrone : Alfieri Maserati
- Salvatore Esposito : Bindo Maserati
- Lorenzo De Moor : Carlo Maserati
- Anthony Hopkins : Luca Antonelli
- Andy García : M. Rossini
- Jessica Alba : Sandra
- Al Pacino : Vincenzo Vaccaro
- Maya Talem
- Victoria Sophia
- Annie Bezikian
- Gina La Piana
- Tatiana Luter

## Production

### Genèse et développement
En mars 2023, le film est annoncé avec Andrea Iervolino à la production. Peu après, Robert Moresco est annoncé à la réalisation.
Après avoir consacré un film à Ferruccio Lamborghini, Lamborghini : L'Homme derrière la légende, le cinéaste raconte ici la vie des frères Maserati. Il prévoit de poursuivre avec deux autres longs métrages liés à l'automobile : Ferrari vs. Mercedes et Bugatti.

### Attribution des rôles
Anthony Hopkins, Michele Morrone, Andy García et Jessica Alba sont annoncés en octobre 2024,,,.
Salvatore Esposito, Lorenzo De Moor, Maya Talem, Victoria Sophia ou encore Annie Bezikian sont confirmés en décembre 2024,.
En mai 2025, c'est au tour d'Al Pacino, Gina La Piana et Tatiana Luter de rejoindre la distribution,.

### Tournage
Le tournage débute en décembre 2024, avec une seconde phase de prises de vues en juin 2025,. Il se déroule notamment à Modène, Bologne, ainsi que dans les studios Cinecittà à Rome,.

### Musique
Diane Warren a enregistré une chanson pour le film.

## Sortie et accueil
En décembre 2024, Andrea Iervolino Company diffuse des images promotionnelles durant le tournage. En juin 2025, Magenta Light Studios acquiert les droits de distribution pour le marché américain.